# Bembidion pernotum
Bembidion pernotum es una especie de escarabajo del género Bembidion, familia Carabidae. Fue descrita científicamente por Casey en 1918.
Se distribuye por los Estados Unidos. Se sabe que habita al norte del estado de Nuevo México y también al sur de Colorado. Los miembros de Bembidion pernotum tienden a ser muy brillantes y rojizos, mucho más que otras especies de este género. El patrón de colores es muy parecido a los de Bembidion transversale.

## Sinonimia
- Ocydromus pernotus (Casey, 1918).[1]